# 貿易局
貿易局是英國樞密院委員會，全稱樞密院有關貿易及外地墾殖一切事務委員會之全體大臣，現為該國商務和工業主管政府機構，顧問於商业贸易部。
貿易局歷經多次變革：十七世紀初，英格蘭開始發展殖民地，樞密院因而成立臨時委員會，就墾殖問題表達意見，後來演變為一政府機構，涉獵廣泛。隨著職權分散各部，此機構一度不再重要，於1782年英方戰敗美國獨立戰爭後遭到廢除；但兩年後又重設，後來更獲政府委以重任，於维多利亚时代擁有強大監管職權。1861年，機構正式獲名「貿易局」。爾後，貿易局專注行政和本國事務，惟1973年英國加入歐盟後，毋須自行制定貿易政策，該局繼而丧失職能、不再活躍，直至英國退出歐盟後才恢复工作。

## 歷史

### 成立與早期
1622年，十二年停戰協定結束在即，國王詹士一世頒令英格蘭樞密院成立臨時委員會，調查經濟及供應問題成因，貿易額減少和後續的財政困難。諭令亦列出指引和題目，期望委員會妥為考慮後盡快給出答案。爾後，多個臨時委員會和臨時事務局紛紛成立，規管開始發展的殖民地和商務。
1634年，查理一世任命根德伯里大主教領導新設立的委員會，主管墾殖事宜，目標是增加英格蘭教會在殖民地的影響力和王權，對抗湧入新大陸的清教徒。不過隨著英格蘭爆發內戰，導致國家政局不穩，這些委員會的效率亦大大減低。1643年至1648年期間，長期議會成立墾殖國會委員會，負責商務和殖民地事務。委員會亦因應政府收入來源增加，而首次規管皇家噸磅稅，及開展海關與貨物稅現代化。
王位空缺期和聯邦期間，残缺议会先後通過三項對英格蘭商務和殖民計劃有重大影響的法令：1650年8月1日的法令成立了貿易委員會，由小亨利·榮領導，牽涉事宜眾多，包括國內外貿易、發展事宜、闡釋及實行《貿易及航行法令》、檢視並同意殖民地通過的法律、貿易公司、生產、自由港、海關、貨物稅、統計、貨幣與交易、漁業、墾殖等等；後又在同年10月通過禁止與保皇殖民地進行貿易，以及翌年10月的航行法令。上述三條法令條文詳盡仔細，也是首次藉立法明文規範和控制英格蘭商貿及殖民政策，並將會是推進英格蘭繁榮富裕的政策之初。
1675年，新任命的貿易眾卿首次提出美洲所有殖民地變為皇家殖民地，維繫英法兩國的貿易。卒之在1685年建立新英格蘭自治領，使肯尼贝克和特拉華之間的所有領土合併為一皇家殖民地。
1696年，威廉三世任命八位獲支薪的專員到美洲墾殖地等地推廣貿易。同年任命的貿易及墾殖專員（；取代貿易眾卿）雖然並無組成樞密院委員會，但仍為一獨立機構，並聯同南方事務大臣負責殖民地事務，尤其是英屬美洲。機構到後期長時間不再活躍，更在1761年陷入混亂。1768年，殖民地大臣取代南方事務大臣的職責，而專員亦兼任新設大臣，致使貿易局淪為殖民地部的附屬機構。到1782年，內政大臣正式成立，接收大臣和專員的殖民地職權。同年又因英方戰敗美國獨立戰爭，致使英皇在5月2日解散貿易專員和殖民地部，及後駱景咸輝格黨在國會通過《1782年皇室專款及特務款項法案》，英皇御准後正式廢除此職。

### 重設至現代
1783年《巴黎條約》簽訂後，時任首相小威廉·皮特在1784年3月5日透過樞密令成立貿易及墾殖局委員會（Committee of Council on Trade and Plantations），後來通稱首席委員會（the First Committee）。兩年後的8月23日，樞密院通過另一樞密令，重組並委以更多職權，正式規範其組成基礎，至今仍然生效。樞密令亦成立秘書處，由主席、副主席和20名成員組成，當中包括坎特伯雷大主教，此架構一直持續至最多1793年。1820年起，委員會不再例行開會，一切事務改由秘書處全權處理。1861年，委員會正名「貿易局」。委員會有七名（後來八名）国务重臣擔任成員，但毋須出席會議；另有八名支薪成員需要出席會議。
十九世紀之時，作為諮詢機構的貿易局就聯合王國及大英帝國的經濟活動表達意見，處理墾殖議題，包括通過殖民地法律。隨著工業革命範圍更廣，貿易局轉為專注行政和本國事務，一系列的國會法令亦賦予貿易局更多職權，牽涉鐵路、商船和股份公司等。十九世紀後半期亦開始同時處理專利立法、設計與商標、公司規管、勞工與工廠、商船、漁業、運輸、電力等等。至於殖民事宜則交由殖民地事務大臣，其他新成立的部門或大臣或樞密院也相繼接手貿易局其他職權。貿易局逐漸失去實權的情況一直持續至二十世紀後期。
1970年，貿易局與科技部合併組成貿易及工業部，由貿易及工業大臣（2009年起為商業、能源及技術大臣）兼任貿易局主席。三年後，英國的國際貿易政策由欧洲联盟及其前身欧洲经济共同体控制，更是削減貿易局職能。自十九世紀中葉起，貿易局鮮有召開會議，但曾在1986年慶祝貿易局成立二百週年。2016年6月，英國決定退出歐盟，讓貿易局得以恢復其原有職能。貿易局主席改由新立的國際貿易大臣兼任。翌年10月，貿易局重組後再次活躍，成為國際貿易大臣領導的顧問機構。現時，貿易大臣兼任貿易局主席虛銜，也是局內唯一一位樞密院成員，其他局員僅為顧問。

## 局員
| 成員         | 顧問                            | 顧問                                                 | 顧問                                                           | 顧問 |
| 成員         | 大臣 Minister                   | 官守                                                 | 官守                                                           | 非官守 |
| ------------ | ------------------------------- | ---------------------------------------------------- | -------------------------------------------------------------- | --- |
| - 貿易局主席 | - 貿易局副主席 - 貿易局國會秘書 | - 蘇格蘭事務大臣 - 北愛爾蘭事務大臣 - 威爾斯事務大臣 | 奉召列席： - 貿易政策部長 - 投資部長 - 出口部長 - 國際貿易部長 | 截至2020年9月： - 托尼·阿博特 閣下 AC - 嘉倫·碧慈 - 安妮·寶登 MBE - 丹尼·康能 - 賀韻芝 閣下 - 愛瑪·何活·波德 - 米高·利比奇 - 威廉·罗素 - 岳林達 |

## 備註
1. ↑  [24]
2. ↑  [25]

## 外部連結
- 貿易局的作品  - 古騰堡計劃
- Sainty, John C. (编). . Office-Holders in Modern Britain. 倫敦: 倫敦大學. 1974  [2020-10-20]. （原始内容存档于2021-02-28） –英國歷史網. |volume=被忽略 (帮助)
- Root, Winfred T. . American Historical Review (芝加哥大學出版社). October 1917, 23 (1): 20–41. JSTOR 1837684. doi:10.2307/1837684.
- . 商務、企業及監管改革部（英语：Department for Business, Enterprise and Regulatory Reform）.   [2020-10-20]. （原始内容存档于2009-06-09）.